# Egernsund
Egernsund (tyska: Ekensund) är en tätort i Sønderborgs kommun i Region Syddanmark i Danmark. Tätorten har 1 437 invånare (2024). Den ligger på Jylland, cirka 12 kilometer väster om Sønderborg.